# Musica rock filippina
Con musica rock filippina, spesso chiamata anche con il termine filippino Pinoy rock, ci si riferisce alla musica rock prodotta da gruppi e solisti filippini.
Influenzati dal rock and roll americano e poi dalla musica della British invasion degli anni '60, i primi gruppi rock delle Filippine svilupparono quello che in seguito venne chiamato "Pinoy rock". La musica rock filippina poi si diversificò, sviluppando ed adattando i generi della musica rock internazionale come il rock alternativo, post-grunge, new wave, pop rock, punk rock, funk, reggae, heavy metal ed indie rock.
Una delle prime rock star filippine fu Bobby Gonzales, il cui grande successo fu "Hahabul-Habol". Eddie Mesa, un altro idolo degli adolescenti della sua epoca, divenne noto come l' "Elvis Presley delle Filippine". A quel tempo, molti artisti filippini si dedicavano alla musica come gruppi rock come i "combo", molti dei quali utilizzavano strumenti non tradizionali come basso, bongo, maracas e bombole di gas. Forme derivate sono emerse a Manila nella capitale del paese, dove nacque il "Manila Sound" o BisRock.

## Storia

### 1959-1963: Le origini nel rock and roll e nel surf rock
Negli anni '50 ebbero molto successo artisti di facile ascolto come Patti Page, Jo Stafford, Perry Como e Pat Boone. Ricky Nelson, Paul Anka e Neil Sedaka divennero i musicisti preferiti degli adolescenti negli ultimi anni '50. Il rock come lo conosciamo non attirò davvero l'attenzione dei giovani filippini finché non arrivarono the Ventures e the Shadows.
Tra la fine degli anni '50 e l'inizio dei '60, gli adolescenti formavano gruppi informali utilizzando strumenti come ukulele, chitarre e bidofoni, in modo simile allo skiffle britannico, tranne per il fatto che i filippini, con quegli strumenti, cantavano le canzoni di Elvis. Uno dei primi rocker filippini popolari fu Bobby Gonzales, con un successo chiamato "Hahabol-Habol". Eddie Mesa, un altro idolo degli adolescenti del periodo, divenne noto come "Elvis Presley delle Filippine". the Hi-Jacks di Eddie Mesa pubblicarono il loro primo singolo "The Monkey Time / Pa Pa Ou Mau Mau" (Diamond) solo nel 1965.
All'inizio degli anni '60 le chitarre elettriche, le batterie, gli amplificatori e le macchine per l'eco divennero più abbordabili per un vasto pubblico. In tutto il paese andarono così formandosi quei gruppi strumentali che venivano generalmente chiamati "combo". I composti filippini emulavano spesso band americane e britanniche come the Fireballs, the Ventures, the Gamblers e the Shadows. Ramon Jacinto (RJ) e la sua band, the Riots, erano considerati i Ventures delle Filippine. Eddie Villanueva e i suoi the Technicolors erano i preferiti dai fan degli Shadows. The Electromaniacs di Jose Mari erano noti per il suono e lo stile unici del chitarrista solista Ernie Delgado e per le sue composizioni che nessuno a parte lui sembrava essere in grado di suonare. Il singolo degli Electromaniacs "Lover's Guitar/ I Miss You So" conteneva ben due brani di successo della band.

### 1964-1972: Le influenze della British invasion e successivi sviluppi
Se già nel 1964 si sentivano anche nelle Filippine i primi influssi della British Invasion, fu solo dopo il concerto dei Beatles del 4 luglio 1966 al Rizal Memorial Coliseum di Manila che scoppiò una vera e propria Beatlesmania. Tra le band che suonano o come opening act, quel giorno vi furono i già citati the Hi-Jacks e poi the Bits N’ Pieces, the Boots 'n' Saddles, the Moonstrucks, Tilt Down Men e D'Downbeats (band di Pepe Smith, futuro membro degli Speed, Glue & Shinki e degli Juan de la Cruz Band). Altre band che furono ispirati dalla musica beat inglese e dal garage rock statunitense furono the Dynasonics (in seguito conosciuti come the Dynasouls, e soprannominati i "Pinoy Beatles") e D'Swooners (di Edmond Fortuno, futuro batterista di Juan de la Cruz Band e Anak Bayan).